# Jinshafloden
Jinsha Jiang (kinesiska: 金沙江) är ett vattendrag i Kina. Det ligger i den centrala delen av landet, 1 600 km sydväst om huvudstaden Peking.